# Các giống lợn nuôi tại Việt Nam

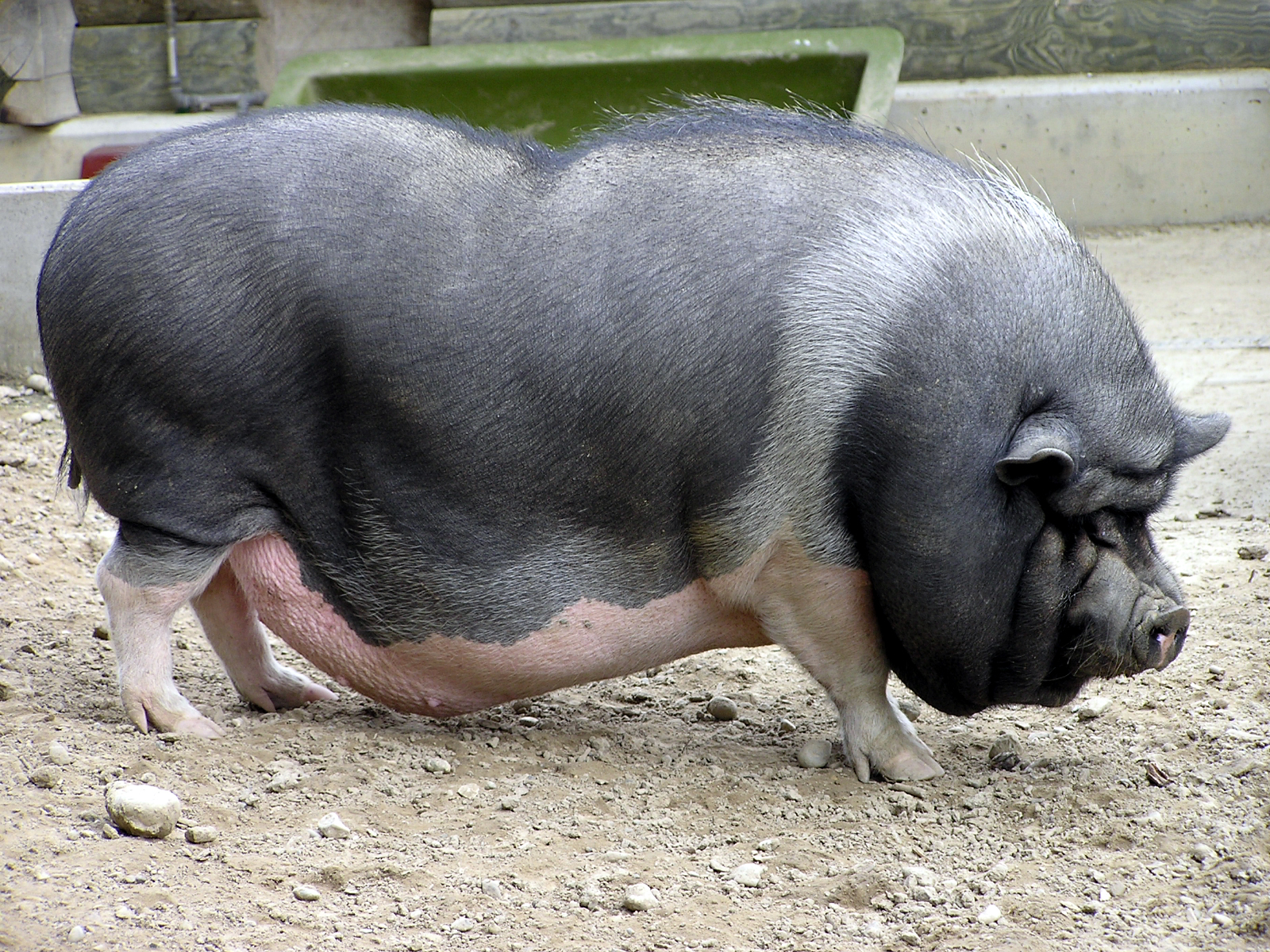
Lợn Ỉ

Các giống lợn được nuôi ở Việt Nam bao gồm giống lợn bản địa, giống lợn nhập nội và các giống lai.

## Giống bản địa
Hiện chưa xác minh được lợn ở các địa phương của Việt Nam thuộc một giống hay nhiều giống.
Các giống lợn truyền thống Việt Nam rất nhiều mỡ và sinh trưởng chậm. Do vậy, chúng không phù hợp với nhu cầu phát triển kinh tế. Do đó, hiện nay, người dân Việt Nam có xu hướng nuôi lợn lai nhập nội, dẫn đến nguy cơ mất dần đi những giống lợn bản địa. Một số giống lợn đã được đưa vào Danh mục nguồn gen vật nuôi quý hiếm cần bảo tồn của Việt Nam, gồm: lợn ỉ, lợn Ba Xuyên, lợn cỏ, lợn mán, lợn Táp Ná, lợn Vân Pa.

### Lợn Móng Cái
Lợn Móng Cái có xuất xứ từ thành phố Móng Cái, tỉnh Quảng Ninh, hiện nay đã có mặt ở nhiều tỉnh phía Bắc và miền Trung, Tây Nguyên. Lợn Móng Cái gồm 2 dòng: xương to và xương nhỏ. Lợn Móng Cái có đầu đen, giữa trán có đốm trắng hình tam giác hoặc hình thoi, mõm trắng. Lưng, mông, cổ màu đen hình yên ngựa, các phần còn lại trắng. Khả năng sinh sản của lợn Móng Cái khá cao, từ 10-16 con/lứa, khối lượng lợn con sơ sinh 0.5-0.7 kg/con, tỷ lệ nạc 32-35%.

### Lợn ỉ
Lợn ỉ là một giống lợn địa phương ở miền Bắc Việt Nam, ngày nay ít được nuôi do hiệu quả kinh tế không cao và đang có nguy cơ tuyệt chủng. Giống lợn ỉ mỡ (hay còn gọi là lợn ỉ nhăn) có thịt ít mỡ nhiều (tỉ lệ nạc chỉ đạt 36% trong khi mỡ chiếm đến 54%). Nuôi lợn ỉ cả năm cũng chỉ đạt 40–50 kg, trong khi giống lợn thịt nuôi sáu tháng đã đạt 70 – 80 kg. Lợn ỉ mỡ hiện chỉ còn được nuôi tại một số hộ dân nghèo ở Hoằng Hóa, Thanh Hóa. Trong các năm từ 2001-2003, tại khu vực này có 50 lợn ỉ cái và bốn lợn đực giống được bảo tồn thì đến năm 2007 chỉ còn 30 lợn cái và bốn lợn đực

### Lợn mán
Lợn mọi, Heo mọi hay heo đốm là một giống lợn nhỏ được lai giữa lợn nhà và lợn rừng xuất phát từ miền Trung Việt Nam được nuôi thả, thường chỉ nặng trên dưới 10 kg, lưng cong, bụng ỏng rất dễ thương, thịt rất săn chắc, rất thông minh và thích sạch sẽ, có thể dùng làm vật nuôi, thú cảnh hoặc làm nguyên liệu cho nhiều món ăn ngon. Heo mọi vốn là loại lợn thông minh, lại sạch sẽ hơn các loại lợn khác, chúng có thân hình rất bé, nếu nuôi thời gian lâu dài chúng cũng chỉ bằng một chú chó con.
Lợn mán hay lợn mọi là giống lợn nhà, có khối lượng vừa và nhỏ.

### Lợn sóc

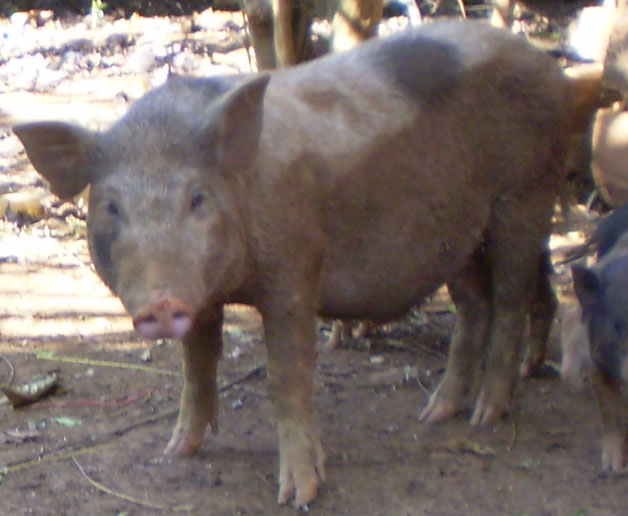
Con lợn Đê

Lợn sóc hay lợn đê là một loại lợn của người Êđê, người M'nông. Giống lợn nhà này phù hợp một số đặc điểm và địa hình của buôn làng các dân tộc thiểu số ở Tây Nguyên. Họ có nhà sàn cách cao mặt đất để nước không tràng vào nhà khi lũ tới hoặc tránh thú dữ, đồng thời sàn dưới còn làm chuồng cho các vật nuôi như giống lợn này. Ngày nay, buôn làng không làm như vậy nữa mà làm chuồng nhốt riêng xa nhà một khoảng để tránh dịch bệnh xảy ra

### Lợn cỏ
Lợn cỏ hay lợn đê hoặc lợn cắp nách là một giống lợn nuôi bản địa của Việt Nam. Chúng khối lượng nhỏ, gầy, èo uột, chậm lớn và là đặc sản của một số vùng đất nghèo ở miền Trung mà chủ yếu là ở các tỉnh khu IV cũ, gắn liền với một thời kỳ của một nền kinh tế nghèo nàn, với việc quản lý kém trong thời kỳ bao cấp, lợn được nuôi tự phát và thoái hóa do phối giống cận huyết. Hiện chúng được nuôi để làm đặc sản.

### Lợn đen Lũng Pù
Đây là giống lợn bản địa ở Mèo Vạc, hiện được chăn nuôi tại 4 huyện trong tỉnh Hà Giang. Lợn đen Lũng Pù có tầm vóc to lớn, nuôi 10 đến 12 tháng đạt trọng lượng 80 đến 90 kg. Lông đen, dày và ngắn, da thô, tai nhỏ cúp, mõm dài trung bình. Trung bình có 10 vú và bình quân đẻ 1,5 đến 1,6 lứa/năm.
Giống lợn này có hai loại hình, một loại 4 chân trắng và có đốm trắng ở trán và mõm, một loại đen tuyền. Đây là giống lợn chiếm tỷ lệ cao nhất và có chất lượng tốt nhất so với các giống lợn địa phương khác của Hà Giang.

### Lợn Vân Pa
Đây là giống lợn địa phương lâu đời của đồng bào dân tộc Vân Kiều - Pa Cô thuộc 2 huyện miền núi Hướng Hoá và Đakrông thuộc tỉnh Quảng Trị. Trọng lượng lợn Vân Pa trưởng thành chỉ đạt 30 – 35 kg. Giống lợn này có nhiều tập tính của động vật hoang dã như tính bầy đàn, có khả năng tự kiếm ăn cao, chịu được kham khổ, khả năng kháng bệnh tốt, thịt thơm ngon.

### Lợn Khùa
Đây là giống lợn bản địa ở miền núi Quảng Bình, do người dân tộc Khùa nuôi tại các nông hộ theo phương thức thả rông tự kiếm ăn và không có chuồng trại. Về màu lông, lợn Khùa có thể có màu lông đen toàn thân, có lông da đen với các điểm trắng ở 4 chân hoặc có lông da đen và loang trắng trên thân. Mõm lợn khùa nói chung dài và khỏe, lưng khá thẳng.

### Lợn Mường Khương
Là một giống lợn được nuôi nhiều ở vùng núi phía Bắc và gắn liền với đời sống người H'Mông, chúng là giống lợn địa phương có từ lâu đời, được nuôi ở nhiều vùng thuộc tỉnh Lào Cai, nhiều nhất là ở huyện Mường Khương. Đây là một trong ba giống lợn quý ở các tỉnh phía Bắc, chúng cũng là một trong ba giống lợn nội chủ yếu làm nền lai kinh tế ở Miền Bắc Việt Nam. Thân hình cao to, lưng thẳng, rất phàm ăn, chịu rét giỏi hơn các giống lợn khác. Tuy nhiên, thịt chất lượng kém; lợn đẻ ít con và nuôi con vụng về. Lợn Mường Khương được nuôi chủ yếu được nuôi ở vùng trung du Bắc Bộ.

### Lợn Mẹo
Lợn Mẹo hay còn gọi là lợn Mèo, là giống lợn của Người H'Mông, được nuôi tại các hộ gia đình thuộc một số xã miền núi trên địa bàn Nghệ An, Hà Tĩnh, Lào Cai, Yên Bái.Lợn Mẹo được đồng bào dân tộc H'Mông nuôi thuần từ rất lâu đời ở vùng rẻo cao khí hậu mát mẻ quanh năm. Lợn Mẹo được hình thành tại vùng núi cao của dãy Trường Sơn, nơi có khí hậu mát mẻ và địa hình đồi núi rộng rãi thích hợp cho thả rông tự do. Qua hàng trăm năm sống ở vùng núi cao, lợn Mẹo đã thích nghi và phát triển tốt trong điều kiện sinh thái, kinh tế và tập quán chăn nuôi của người H'Mông địa phương.

### Lợn Táp Ná
Lợn Táp Ná là một giống lợn nội của Việt Nam, được hình thành từ lâu đời chủ yếu ở huyện Thông Nông, tỉnh Cao Bằng, chúng nguồn gene vật nuôi bản địa quý. Người dân nuôi lợn ở vùng núi huyện Thông Nông, tỉnh Cao Bằng chỉ giao dịch mua bán lợn tại chợ Táp Ná do đó giống lợn nội Việt Nam này dần dần được người dân đặt tên là giống lợn Táp Ná. Ngoài nuôi phổ biến ở các bản làng hẻo lánh trên các vùng núi cao hiểm trở của huyện Thông Nông, tỉnh Cao Bằng.

## Giống nhập nội
Ở Việt Nam, các giống lợn nhập đa dạng, chủ yếu thông qua nhiều quốc gia như Liên Xô, các nước Đông Âu và Mỹ.

### Lợn Yorkshire
Lợn Yorkshire (Đại Bạch) Có nguồn gốc từ vùng Yorkshire nước Anh, hiện nay lợn Yorkshire được nuôi ở hầu khắp các nước trên thế giới. Lợn Yorkshire có khả năng thích nghi tốt hơn các giống lợn ngoại khác. Lợn Yorkshire có lông trắng tuyền, tai đứng, trán rộng, ngực rộng, ngoại hình thể chất chắc chắn, nuôi con khéo, chịu được kham khổ, chất lượng thịt tốt, khả năng chống chịu stress cao. Con đực có khối lượng trưởng thành khoảng 300–400 kg, con cái khoảng 230–300 kg.. Ở Việt Nam lợn Đại Bạch nhập vào từ năm 1964 từ Hoa Kỳ và được biết với tên thông dụng là Henry. Giống lợn này được nuôi khá phổ biến từ những năm 70 đến 80, sau đó nhập các dòng lợn Yorkshire từ các nước khác cũng có tầm vóc lớn. Đến nay, loại hình Đại Bạch Nga gần như được thay thế nhiều bằng các giống lợn Yorkshire.

### Lợn Landrace
Tại châu Âu có nhiều giống lợn Landrace những giống nhập nội vào Việt Nam có xuất xứ từ Đan Mạch, mình thon nhọn, lông da trắng tuyền, mõm dài thẳng, hai tai to ngả về phía trước che cả mắt, mình lép, 4 chân hơi yếu, đẻ nhiều, tỷ lệ nạc cao.

### Lợn Duroc
Giống lợn này có xuất xứ từ Bắc Mỹ. Lợn Duroc có thân hình vững chắc, lông có màu từ nâu nhạt đến nâu sẫm, bốn chân to khỏe, cao, đi lại vững vàng, tai nhỏ ngắn, gập về phía trước, mông vai nở, tỷ lệ nạc cao, có chất lượng thịt tốt.

### Lợn Pietrain
Có xuất xứ từ Bỉ, mang tên làng Pietrain thuộc vùng Wallon, Brabant, lông da màu trắng đen xen lẫn từng đám, tai thẳng đứng, đầu to vừa phải, mõm thẳng, 4 chân thẳng, mông rất nở, lưng rộng, đùi to, nhiều nạc nhất trong các giống. Tuy nhiên, giống lợn Pietrain có nhược điểm tim yếu, khả năng chịu đựng kém, nhạy cảm với stress. Lợn Pietrain thường sử dụng lai với giống Duroc để tạo "đực cuối cùng"nhăm nâng cao năng suất thịt mông và tỷ lệ nạc.

### Lợn Hampshire
Đây là giống lợn xuất xứ từ Bắc Mỹ từ thế kỷ 19, có màu lông da đen, vùng ngực và chân trước có màu lông da trắng. Tai thẳng, đầu to vừa phải, mõm thẳng, chân khỏe và chắc chắn.

### Lợn Berkshire
Lợn Berkshire được nhập vào Việt Nam năm 1959. Khả năng thích nghi của chúng khá tốt song khả năng sản xuất, khả năng lai tạo với các giống lợn nội kém hơn các giống lợn khác nên nó bị đào thải vào những năm 1970. Sau thập niên 70, giống lợn này không được lựa chọn ở nhiều nước và dần dần không sử dụng. Hiện nay, ở Anh đang nuôi dưới dạng bảo tồn. Giống lợn Berkshire nhập vào nuôi từ những năm 1920 đã tạo ra giống lợn Ba Xuyên ngày nay ở Nam Bộ.

### Lợn Cornwall
Có nguồn gốc xuất xứ từ nước Anh tại các quận Cornwall Devon và Essex. Lợn được nhập vào Việt Nam năm 1974, qua Hungary nuôi thích nghi ở Ba Vì, do không thích hợp về khí hậu nên Lợn được chuyển vào nông trường giống lợn Triệu Hải năm 1976. Đến năm 1993, do chủ trương trắng hóa đàn Lợn tại các tỉnh Thừa Thiên Huế và Quảng Trị giống lợn này được loại bỏ hoàn toàn ở khu vực Bình – Trị – Thiên.

## Giống lai

### Lợn Ba Xuyên
Lợn Ba Xuyên hay heo bông là giống lợn đen đốm trắng xuất phát vùng Ba Xuyên nay thuộc tỉnh Sóc Trăng. Giống lợn này được hình thành từ các giống lợn địa phương lai với lợn Hải Nam, lợn Craonnaise và lợn Berkshire. Lợn Ba Xuyên có khối lượng trưởng thành đạt 120–150 kg, đẻ bình quân 8-9 con/lứa, nuôi con khéo. Mỡ nhiều, tỷ lệ nạc chỉ đạt 39-40%. Lợn Ba Xuyên thường được dùng làm nái nền để lai với đực ngoại tạo con lai nuôi thịt thương phẩm.

### Lợn Thuộc Nhiêu
Đây là con lai giữa lợn Bồ Xụ và lợn Yorkshire ở vùng Thuộc Nhiêu, huyện Châu Thành và Cai Lậy, tỉnh Tiền Giang. Lợn Thuộc Nhiêu có lông màu trắng, có thể có vài đốm đen nhỏ. Giống lợn này chịu đựng được nhiều điều kiện chăn nuôi kham khổ, có khả năng sử dụng tốt thức ăn, nghèo protein, nuôi con khéo, chống chịu bệnh tốt, phù hợp với chăn nuôi gia đình. Mỡ nhiều, tỷ lệ nạc đạt 40-42%. Hiện nay giống lợn này chỉ còn ở vùng sâu, vùng xa, các vùng khác được cải tiến bằng cách lai pha máu với lợn Yorkshire.